# 敖右賢
敖右賢（1805年—1854年），本姓朱，母氏敖，字子尚，號秋田，行三，嘉慶庚午年二月初七日生，四川省重慶府荣昌縣人，民籍，原籍浙江省嘉興府海鹽縣，清朝政治人物。同進士出身。

## 生平
道光十六年（1836年），登進士，同年授綏陽縣知縣。道光十八年，署貴州桐梓縣知縣。道光十九年，再任綏陽縣知縣。